# جریکو (فیلم ۲۰۰۰)
«جریکو» (انگلیسی: Jericho) فیلمی در ژانر وسترن است که در سال ۲۰۰۰ منتشر شد.